# 関西大学体育会サッカー部
関西大学体育会サッカー部（かんさいだいがく たいいくかいサッカーぶ、英語: Kansai University Football Club）は、大阪府吹田市にある関西大学のサッカークラブである。なお、当項目では同サッカー部の関連クラブも併せて記載する。

## 歴史
1921年に創設。1923年より創設された関西専門学校ア式蹴球リーグ（現在の関西学生サッカーリーグ）に神戸高商および関西学院と共に参加して初優勝。また、1925年大会まで3連覇を達成した。
1925年、中国・上海へ遠征したが、日本の単独チームとして初めての海外遠征であった。また、1928年に天津および北京で試合を行った。1927年には、全日本蹴球選手権大會（第7回天皇杯全日本サッカー選手権大会）に関西大学として初出場し、1935年の全日本蹴球選手権大會（第15回天皇杯）では関大クラブとして出場して、1回戦で仙台サッカークラブを破って大会初勝利も挙げた。
1949年6月に開催された第29回天皇杯で準優勝した。1953年に東西学生蹴球対抗王座決定戦で初優勝した。1967年に全日本大学サッカー選手権大会で初優勝した。
1997年、大阪サッカー選手権大会で初優勝。2005年、総理大臣杯全日本大学サッカートーナメントで初優勝した。
2006年、12回目の出場となった第86回天皇杯の2回戦でJFL所属（当時）のFC琉球にPK戦で勝利した。
2016年、関西学生サッカー選手権大会で3年ぶりに優勝。また、同年の大阪サッカー選手権大会ではJFLのFC大阪を破り、3年ぶりに優勝。第96回天皇杯に出場した。
2022年から大阪サッカー選手権大会で3連覇を達成（継続中）。J3のFC大阪やJFLのFCティアモ枚方を破ってのものである。

## 主な成績
- 天皇杯全日本サッカー選手権大会
  - 準優勝：1回（1949）
- 全日本大学サッカー選手権大会
  - 優勝：2回（1967, 2010）
  - 準優勝：1回（1968）
- 総理大臣杯全日本大学サッカートーナメント
  - 優勝：1回（2005）
- 東西学生蹴球対抗王座決定戦
  - 優勝：2回（1953, 1955）
  - 準優勝：2回（1949, 1964）
- 関西学生サッカー選手権大会
  - 優勝：9回（1993, 1998, 2005, 2006, 2009, 2012, 2013, 2016, 2022）
- 関西学生サッカーリーグ1部
  - 優勝：13回（1923, 1924, 1925, 1949, 1953, 1955, 1964, 1966, 1968, 1994, 1997, 2001, 2006）
  - 準優勝：24回（1935, 1940, 1948, 1952, 1956, 1957, 1958, 1959, 1960, 1961, 1962, 1963, 1967, 1993, 1996, 2003, 2004, 2005, 2007, 2009, 2010, 2012, 2023, 2024）
- 関西学生サッカーリーグ1部春季リーグ
  - 優勝：2回（1994, 1996）
- 大阪サッカー選手権大会（天皇杯全日本サッカー選手権大会大阪府予選）
  - 優勝：9回 (1997, 2006, 2009, 2012, 2013, 2016, 2022, 2023, 2024)
  - 準優勝：2回（2002, 2003）

## 歴代監督
- - 2008年　川端秀和
- 2009年 - 2016年1月 島岡健太
- 2016年2月 - 前田雅文

## 関大FC2008
2008年に創設された関西大学体育会サッカー部の社会人登録チームである。2011年に関西府県サッカーリーグ決勝大会で準優勝して、2012年から関西サッカーリーグで活動している。2015年にKSLカップで初優勝した。

### 戦績
| 年度 | 所属       | 順位 | 勝点 | 試合 | 勝 | 分 | 敗 | 得点 | 失点 | 差  |
| 2008 | 大阪府4部A | 優勝 | 15   | 5    | 5  | 0  | 0  | 55   | 0    | 55  |
| 2009 | 大阪府3部A | 優勝 | 18   | 6    | 6  | 0  | 0  | 27   | 0    | 27  |
| 2010 | 大阪府2部B | 優勝 | 21   | 7    | 7  | 0  | 0  | 21   | 0    | 21  |
| 2011 | 大阪府1部  | 2位  | 36   | 15   | 13 | 0  | 2  | 103  | 10   | 93  |
| 2012 | 関西2部    | 3位  | 27   | 14   | 8  | 3  | 3  | 40   | 14   | 26  |
| 2013 | 関西2部    | 優勝 | 32   | 14   | 10 | 2  | 2  | 52   | 13   | 39  |
| 2014 | 関西1部    | 7位  | 9    | 14   | 2  | 3  | 9  | 17   | 37   | -20 |
| 2015 | 関西1部    | 5位  | 18   | 14   | 5  | 3  | 6  | 24   | 23   | 1   |
| 2016 | 関西1部    | 3位  | 22   | 14   | 6  | 4  | 4  | 24   | 16   | 8   |
| 2017 | 関西1部    | 4位  | 23   | 14   | 7  | 2  | 5  | 25   | 30   | -5  |
| 2018 | 関西1部    | 6位  | 15   | 14   | 4  | 3  | 7  | 10   | 26   | -16 |
| 2019 | 関西1部    | 4位  | 20   | 14   | 5  | 5  | 4  | 26   | 22   | 4   |
| 2020 | 関西1部    | 5位  | 11   | 7    | 3  | 2  | 2  | 8    | 8    | 0   |
| 2021 | 関西1部    | 7位  | 9    | 14   | 2  | 3  | 9  | 21   | 29   | -8  |
| 2022 | 関西2部    | 2位  | 38   | 18   | 12 | 2  | 4  | 51   | 15   | 36  |
| 2023 | 関西1部    | 7位  | 15   | 14   | 4  | 3  | 7  | 20   | 22   | -2  |
| 2024 | 関西2部    | 5位  | 19   | 14   | 5  | 4  | 5  | 18   | 13   | 5   |
| 2025 | 関西2部    |      |      | 14   |    |    |    |      |      |     |